# (201308) Hansgrade
(201308) Hansgrade est un astéroïde de la ceinture principale.

## Description
(201308) Hansgrade est un astéroïde de la ceinture principale. Il fut découvert le 10 octobre 2002 à Trebur par Mike Kretlow. Il présente une orbite caractérisée par un demi-grand axe de 3,10 UA, une excentricité de 0,13 et une inclinaison de 2,1° par rapport à l'écliptique.

## Compléments